# Maria Aurora Uggla
Maria Aurora Uggla, verheiratete Ehrengranat (* 27. Juni 1747; † 14. Mai 1826 in Stockholm) war eine schwedische Adlige aus der Familie Uggla. Sie war von 1766 bis 1778 Hofdame der  Königin Sophie Magdalene und von 1778 bis 1781 Hofdame des neugeborenen Kronprinzen Gustav IV. Adolf und wird zusammen mit Charlotte Manderström als die engste Freundin und Favoritin der Königin bezeichnet.

## Leben
Maria Aurora Uggla war die Tochter von Clas Fredrik Uggla und Anna Magdalena Hierta. Sie wurde eine der ersten drei Hofdamen von  Königin Sophie Magdalene, als diese 1766 in Schweden eintraf, und gehörte zu den Schleppenträgerinnen bei der Hochzeit in der Königlichen Kapelle in Stockholm am 4. November 1766. Ab 1771 war sie Kammerzofe. Uggla wird neben Virginia Charlotta Manderström als Sophie Magdalenes engste Freundin beschrieben. Sophie Magdalene, die sonst eher zurückhaltend war und nur wenige Freundschaften hatte, soll Uggla vertraut haben und ihrem Rat gefolgt sein.S. 164 Als Person wird Uggla als begabt und gebildet, aber manchmal auch schroff beschrieben.S. 180
Uggla beteiligte sich aktiv als Laienschauspielerin und wird als Star des höfischen Laientheaters beschrieben. Bereits 1767 wird sie als Mitspielerin Gustavs III. bei Sophie Magdalenes Geburtstag auf Schloss Ulriksdal erwähnt. Zu den prominentesten Mitgliedern des Amateurtheaters von Gustav III. gehörten Caroline Lewenhaupt, Carl von Fersen, Hedvig Ulrika De la Gardie, Nils Barck, Otto Jacob von Manteuffel Zöge, Bror Cederström und die Schwestern Ulla von Höpken und Augusta Löwenhielm und eben Uggla. Aufgrund ihres schauspielerischen Talents erhielt sie 1774 von Gustav III. den Auftrag, Charlotta Eckerman in der Rolle der „Mechtild“  in der Oper Birger jarl von Gustaf Fredrik Gyllenborg und Gudmund Jöran Adlerbeth zu unterrichten. Dies war ein Erfolg; Eckerman wurde vom Publikum auf die Bühne gerufen, ebenso wie ihre „Ausbilderin“ Maria Aurore Uggla. Als die Vorstellung zu Ende war, rief Hetig Karl: "Fräulein Uggla, Fräulein Uggla!", was auch das Publikum veranlasste, Uggla in ihrer Garderobe zum Dank für ihre Ausbildung von Eckerman zu applaudieren.
Als Gustav III. 1775 beschloss, seine Ehe mit Sophie Magdalene zu vollziehen, wurde Uggla zunächst als Liaison vorgeschlagen, doch die Wahl fiel auf Adolf Fredrik Munck, der mit Sophie Magdalenes Kammerfrau Anna Sofia Ramström liiert war.S. 14 Nachdem die Königin 1778 den Kronprinzen zur Welt gebracht hatte, kamen Gerüchte auf, dass Munck der eigentliche Vater des Kindes sei. In einem Gespräch mit Hedwig von Schleswig-Holstein-Gottorf im Juni 1778 sagte Uggla: „Wenn wir auch nur einen Augenblick annehmen würden, dass das Kind wirklich unehelich ist, was würde das für den König bedeuten? Er wird es dennoch immer als sein eigenes Kind betrachten. Und die Sache kann auch gleichgültig sein, wenn nur Schweden einen Thronfolger bekommt.“S. 126 f.
Maria Aurora Uggla heiratete am 19. Februar 1778 Oberstleutnant Karl Adam Ehrengranat (1742–1829). Gleichzeitig sagt Gjörwell: „Die Königin gab ihr 20 Tausend Taler als Mitgift und eine Lebensrente von 6 Tausend Talern Kupfer. Sie war sozusagen die einzige Freundin der Königin und diejenige, zu der ihre Majestät uneingeschränktes Vertrauen hatte.“ In der Folge wurde sie zu einer der beiden stellvertretenden Hofdamen am Hof des Thronfolgers ernannt, ein Amt, das sie bis 1781 innehatte, als der weibliche Hof des Kronprinzen aufgelöst wurde. Sie blieb bis zu ihrem Tod eine enge Freundin von Sophie Magdalene. Während des Staatsstreichs von 1809 war es Uggla, der Sophie Magdalene darüber informierte, dass ihr Sohn Gustav IV. Adolf abgesetzt und in ein Zimmer des Schlosses gesperrt worden war. In ihrer Begleitung versuchte Sophie Magdalene, ihren Sohn zu treffen, wurde aber von Wachen daran gehindert. Als ihr der Zugang zu ihrem Sohn verweigert wurde, brach sie Berichten zufolge in Ugglas Armen in Tränen aus. Maria Aurora Uggla war gemeinsam mit Manderström und Caroline Lewenhaupt am Sterbebett von Sophie Magdalene.
Uggla starb 1826 in Stockholm.
Maria Aurora Uggla wird in dem 1994 erschienenen Roman Drottningens förtrogna („Die Vertraute der Königin“) von Anna Sparre porträtiert. In der Fernsehserie Gustav III:s äktenskap („Die Hochzeit Gustavs III.“) aus dem Jahr 2001 wurde sie von Sanna Mari Patjas gespielt.